# Scuole per sordi in Italia
In Italia le scuole per sordi sono i luoghi d'istruzione e di educazione per bambini e ragazzi sordi che erano suddivisi in base alle età e di sesso. Le scuole per sordi in Italia sono esistite fino al 1977, con una legge che ne ha determinato la soppressione.
Pioniere italiano di questo tipo di scuole don Tommaso Silvestri, discepolo del metodo francese di De L'Epée, seguito da altri presbiteri italiani tra cui Ottavio Assarotti e Filippo Smaldone.
Tra i fondatori di scuole per sordi anche Antonio Magarotto, che nel 1932 fondò anche l'ENS, Ente Nazionale Sordi; le ultime scuole per sordi in Italia a Padova e Roma poi cadute in declino.
Oggi in Italia le scuole per sordi sono quasi del tutto scomparse.
Il metodo d'insegnamento utilizzato era l'oralismo, introdotto in Italia nel XIX secolo da Giulio Tarra.
Nel 2006, il congresso dell'ICED, segna l'abbandono dell'oralismo e l'uso del bilinguismo. 
In Italia il metodo del bilinguismo non è ben visto nell'ambiente educativo-pedagogico. 
Unico caso raro, a Cossato, s'insegna il bilinguismo lingua italiana/lingua dei segni italiana dalle scuole materne a quelle primarie di secondo grado dal 1994.

## Elenco
Questa è la lista parziale delle scuole per sordi in Italia.

### Scuole elementari e medie
| Scuola o istituto                                | Anno di fondazione | Provincia o Territorio        | Città    |
| ------------------------------------------------ | ------------------ | ----------------------------- | -------- |
| Istituto Statale Specializzata per Sordi di Roma | 1784               | Roma Capitale                 | Roma     |
| Istituto dei sordi di Torino                     | 1814               | Città metropolitana di Torino | Pianezza |
| Scuola Figlie della Provvidenza                  | 1828               | Modena                        | Modena   |
| Istituto Filippo Smaldone Salerno                |                    | Salerno                       | Salerno  |
| Scuola Filippo Smaldone Foggia                   |                    | Foggia                        | Foggia   |
| Scuola Filippo Smaldone Lecce                    | 1885               | Lecce                         | Lecce    |
| Scuola Filippo Smaldone Roma                     | 1898               | Roma Capitale                 | Roma     |
| Scuola Media Statale Severino Fabriani           |                    | Roma Capitale                 | Roma     |
| Convitto Nazionale per Sordi di Marsala          | 1968               | Marsala                       | Trapani  |
|                                                  |                    |                               |          |

### Scuole superiori
| Scuola o istituto                                                                    | Anno di fondazione | Provincia o Territorio | Città                                         |
| ------------------------------------------------------------------------------------ | ------------------ | ---------------------- | --------------------------------------------- |
| Istituto Statale di Istruzione Specializzata per Sordi "Antonio Magarotto" di Torino |                    | Torino                 | Torino (presso Stazione Ferroviaria Lingotto) |
| Istituto Statale di Istruzione Specializzata per Sordi "Antonio Magarotto"           |                    | Padova                 | Padova                                        |
| Istituto Suore Salesiane dei Sacri Cuori                                             |                    | Barletta-Andria-Trani  | Barletta                                      |

### Scuole elementari e medie soppresse
| Scuola o istituto                                                                       | Anno di fondazione | Anno di soppressione | Provincia o Territorio         | Città      |
| --------------------------------------------------------------------------------------- | ------------------ | -------------------- | ------------------------------ | ---------- |
| Scuola per sordomuti di Palermo                                                         | 1836               | 2005                 | Città metropolitana di Palermo | Palermo    |
| Istituto Gualandi per Sordi di Catania                                                  | 1873               | 1998                 | Città metropolitana di Catania | Catania    |
| Centro audiofonologico delle suore della piccola missione per i sordomuti di Giulianova | 1903               | 2010                 | Provincia di Teramo            | Giulianova |
| Istituto Annibale Maria Di Francia per sordomuti di Messina                             | 1951               | 2014                 | Città metropolitana di Messina | Messina    |